# Gård fra True, Aarhusegnen (Frilandsmuseet)
Gården fra True ligger blandt Frilandsmuseets øvrige østjyske bygninger, og viser hvordan en fæstegård i 1800-tallets første halvdel kunne være indrettet. Gårdens mange tømmermærker gør det desuden muligt, at læse bygningens spændende udvikling uhyre detaljeret.
Gården ”Engkjær” lå i True vest for Aarhus. Den var ikke blevet udflyttet i forbindelse med landboreformerne, men lå midt i byen. Gården var en selvejergård. Da museet overtog gården i 1930 havde den været ejet af samme familie i flere generationer. Gården blev genopført på Frilandsmuseet i 1942 og indrettet som den så ud omkring år 1800.

## Bygningen
Det er en firlænget gård med stuehuset mod nord, som det var almindeligt. De ældste dele af Truegården er fra slutningen af 1600-tallet. På den tid var der endnu vidtstrakte skove i Østjylland, og gårdmændene havde ofte egne skovlodder, hvor bygningstømmeret kunne hentes i rigelige mængder. Det er en klassisk østjysk bindingsværksgård med løsholt, dokker og skråstivere. Tavlene er lerklinet eller fyldt op med brændte sten. Stolperne står på en fodrem, som hviler på syldsten. I de skovfattige, vestjyske egne med kraftig blæst, begyndte man tidligt at bygge grundmurede huse. I de skovrige østjyske egne byggede man derimod i bindingsværk helt op til midten af 1800-tallet. Dog afløste de brændte sten efterhånden lerkliningen i tavlene, fordi de var langt mere holdbare og ikke skulle repareres hvert forår. Tavlene er kalket røde og bindingsværket er tjæret sort. Taget er tækket med langhalm af rug, og øverst på tagryggen ligger løst rughalm holdt forsvarligt fast med kragetræer.

## Tømmermærker fortæller bygningens historie
På Truegården findes mange velbevarede tømrermærker, som tømreren lavede, når han huggede tømmeret til, inden bygningen blev rejst. Disse tømmermærker gør det muligt at læse længernes historie tilbage til 1600-årene. På midten af stuehusets nordside kan man f.eks. se numrene I – XI på stolperne og dermed konkludere, at bygningen senere er forlænget med to fag mod øst og et fag mod vest. En tilbygning ses også ved, at en skråstiver ikke står op ad hjørnestolpen. Tømreren brugte nogle steder ikke helt almindelige romertal, f.eks. kunne han hugge IIII i stedet for IV og VIIII i stedet for IX. På den måde kunne han undgå, at disse tal blev forvekslet med VI og XI hvis der blev vendt op og ned på et tømmerstykke. For også at kunne skelne de to bygningssiders tømmer fra hinanden, er tømmeret på sydsiden af stuehuset, forsynet med et andet nummersystem bestående af små huller kombineret med V. 
Går man gården efter på denne måde, vil man finde, at den da den blev bygget i slutningen af 1600-årene, bestod af tre adskilte længer: Et stuehus på ti fag mod nord, en stald på ti fag mod øst og en lade på otte fag mod vest. De to udhuse lå lidt skråt i forhold til stuehuset. Længen mod syd kom til, der blev føjet flere fag til længerne alt sammen for at få mere plads til stald, lo og lade. Til sidst blev hjørnerne bygget sammen, således at længerne lukkede sig helt omkring gårdspladsen. Det skrå hjørne skyldes, at vejen gik så tæt ved gården, at et knæk var nødvendigt. En fæsteprotokol fra 1809 fortæller, at gården allerede dengang havde den nuværende størrelse, ligesom et udskiftningskort fra 1783 også viser alle tre udlænger helt sammenbygget. Stuehusets tilbygninger i begge ender er formodentlig kommet til mellem 1783 og 1809. 

## Rummene
Huset er et kaminhus. Det betyder, at der er to ildsteder og skorstene i boliglængen. Den ene skorsten hører til bryggersildstedet, den anden til køkkenildstedet, hvor maden blev lavet til daglig. Fra gårdspladsen er der tre døre ind til stuehuset. Den vestlige fører gennem forstuen ind til bryggerset, også kaldt ”sals” på denne egn. Her udførte kvinderne deres vigtigste arbejde, som bagning, slagtning, smørkærning, ostefremstilling, lysestøbning og naturligvis ølbrygning, som har givet navn til rummet. I bryggerset står en mængde redskaber til disse arbejder. Her er også den store bageovn, hvori der blev bagt rugbrød omkring én gang om måneden. Der blev fyret i selve ovnen, og når dens sider var blevet rødglødende, ragede man aske og gløder ud og satte brødene ind på ovnbunden. Fra skorstenen kan man også fyre op i gruekedlen eller bryggekedlen, hvor man varmede vand, bl.a. til den vigtige ølbrygning. Denne foregik ved, at malt (spiret og malet byg), humle fra humlehaven og gær fra forrige brygning, blev forvandlet til øl af varierende styrke, hvoraf sidste tapning var ”det tynde øl”. Også slagtningen af julegrisen foregik i bryggerset. Efter at været stukket, blev grisen hængt op på et tværtræ under en loftsbjælke og parteret. Alt – undtaget skriget – blev brugt til fremstilling af blodpølse, rullepølse, røget flæsk, skinke og medisterpølse. Slagtebænken som står op ad væggen i bryggerset, har en fortid som ligbårer i Brabrand Kirke. 
På den anden side af forstuen ligger yderstuen, som var både køkken og dagligstue med langbord, langbænk og bordendebænk. Her sad man til alle måltider og i en ganske bestemt orden omkring bordet med husbond for bordenden under det lille indbyggede skab, hvor hans tobak, papirer og lignende blev opbevaret. Gårdens øvrige mandfolk sad på langbænken efter rang og stand med forkarlen nærmest husbonden. Til husets kvindfolk var der ikke beregnet siddeplads, de spiste stående og gik til og fra ildstedet i skorstenens bund, hvor den daglige madlavning foregik i gryder placeret på en trefod eller ophængt i en kedelskede. På en tallerkenrække ses nogle fade og tallerkener, som dog kun blev taget i brug ved festlige lejligheder. Til daglig brugte man ikke tallerkener, men ”langede til fadet”. 
Næste stue er den finere kakkelstue, en ekstra stue som er del af en nyere boligskik fra 1700-årene. På Truegården er denne ombygning nok fra 1759, et årstal som står på skorstenens pandetræ. Gæsterne blev budt ind i kakkelstuen gennem den lille forstue, en indgang som gårdens egne folk sjældent benyttede. Stuen har rødbrune bræddevægge med blomsterbemaling og samme bordopstilling som i yderstuen. I hjørnet står et smukt bornholmerur, og i skillevæggen ind til overstuen findes en indbygget seng som udefra ligner et skabsmøbel, alt plads blev udnyttet kreativt. Den norske vindovn, eller kakkelovn, som har givet stuen navn, kan der fyres i fra selve stuen i modsætningen til bilæggerovnene som blev fyret fra skorstensrummet. Vindovnen gav meget bedre varme, og kakkelstuen blev derfor ofte brugt om vinteren. Mod nordvæggen ligger mælkestue, spisekammer og sovekammer.
Fra kakkelstuen fører en dør ind til den tredje og største af gårdens stuer, storstuen eller overstuen, den eneste stue med bræddegulv. Stuen kunne ikke varmes op og var til daglig magasinrum navnlig for gårdens tekstiler, hvorfor der er en masse standkister og dragkister. Ved festlige lejligheder som bryllup og julestue, blev den store stue taget i brug til dans eller til overnattende gæster i den fine himmelseng. En dør fører ud til gårdspladsen. Den blev kun brugt, når kisten med den afdøde skulle bæres ud, da det var besværligt at få en stor kiste ud gennem de små forstuer. Måske skyldes døren også, at man helst så, at den afdøde forlod huset ad en dør, som ikke blev brugt til daglig, for ikke at risikere at den afdøde gik igen. 
I slutningen af 1800-tallet hørte der 55 tdr. land til gården. I sydlængen var der plads til seks heste og hakkelseshus med skærekisten til at hakke hestenes foder og i østlængen stod der 14 køer med hovederne ud mod ydervæggene. Der er også en foderlo, hvor køernes foder blev tilberedt og et rum til høns og får. I det lille karlekammer, her kaldt herberget, er der plads til både karl og tjenestedreng i samme seng. 
Til gården er også huggehus med snittebænk og en mængde håndværktøj. Denne gård var i mange henseender selvforsynende med fødevarer, tøj og redskaber til det daglige arbejde; river, spader, plejle, hjul, træskeer osv. Gården har et lokum, hvilket er usædvanligt tidligt at få sådan en luksus. Normalt brugte folkene grebningen i stalden eller møddingen på gårdspladsen, så denne gødning også kom ud på markerne. I en skillevæg står et par mærkelige søjler, som blev kaldt ”englene i Engkjær”, da de skulle stamme fra kirken. Man mente, at de beskyttede gården, navnlig mod ildebrand som man var meget bange for. I 1920'erne var Truegården da også en af de få gårde, som overlevede en brand i landsbyen.
I vestlængen og resten af sydlængen er der korngulve til opbevaring af kornnegene opdelt i ruggulv, havregulv og byggulv. På lergulvet i loen blev negene bredt ud og tærsket med plejl, så kernerne faldt af stråene hvorefter avnerne blev skilt fra kornet ved at kaste det med en kasteskovl, så de tunge korn fløj længst bort og de lette avner faldt ned på gulvet tæt ved kasteren. Kornet blev anbragt i en bing på stuehusloftet og kørt til mølleren når brødbagningen nærmede sig. Avnerne kom i avnehuset og blev brugt til foder. 
Gårdspladsen er brolagt med kampesten lagt i striber. Her ligger den store mødding, hvor gødningen lå før den blev kørt ud på markerne. Tæt ved står den store åbne kampestensbrønd. Drikkevandet kunne derfor være både så sundhedsfarligt og uappetitligt, at alle i stedet drak hjemmebrygget øl af en fælles ølkande, som står på bordet i stuen – en evig men på dette tidspunkt, ukendt smittekilde for allehånde sygdomme.

## Eksterne kilder og henvisninger
- Stoklund, Bjarne: Truegården, Faglig læsning. Gyldendal 1959
- Michelsen, Peter: Frilandsmuseet ved Sorgenfri. Nationalmuseet 1984
- Frilandsmuseets vejleder, Nationalmuseet 2007
- Frilandsmuseet Arkiveret 8. juni 2012 hos  Wayback Machine

|  | Denne artikel om en bygning eller et bygningsværk kan blive bedre, hvis der indsættes et (bedre) billede. Du kan hjælpe ved at afsøge Wikimedia Commons for et passende billede eller lægge et op på Wikimedia Commons med en af de tilladte licenser og indsætte det i artiklen. |

55°47′15.6″N 12°29′37.8″Ø / 55.787667°N 12.493833°Ø